# 843
843 је била проста година.

## Догађаји
- Викинзи нападају Нант на Лоари; убијају градског епископа заједно са многим свештенством, мушкарце, жене и децу. Пљачкају западне делове Аквитаније и стижу до острва северно од ушћа реке Гароне, у близини данашњег Ла Рошела. Тамо Викинзи доносе материјале са копна и граде куће да презиме.
- 10. август – Верденски уговор којим је Франачка подељена између синова Лудвига Побожног на три краљевства. Краљ Луј Немачки добија источни део (све источно од реке Рајне), назван Источно франачко царство, које је претеча данашње Немачке. Цар Лотар I добија централни део (Алзас, Лорена, Бургундија и северна половина Италије), назван Централно Франачко Краљевство. Краљ Карло Ћелави добија западни део (све западно од реке Роне), назван Западно Франачко Краљевство, које касније постаје Француска.

- 24. мај – Битка код Блена: Бретонске снаге под командом Ериспоа, грофа од Вана, побеђују Франке које је предводио Рено д'Ербож, близу града Месака, на реци Вилен. Ова битка означава бретонски рат између Карла Ћелавог и Номиноа, војводе од Бретање.
- Краљ Кенет Макалин од Шкотске постаје краљ Пикта; крунисан је (на Камену судбине) као први монарх нове нације Шкотске. Алпска династија шкотских краљева почиње да влада.
- Лето – Византијска експедиција, предвођена Теоктистом, осваја Крит од Сарацена. Након почетног успеха, приморан је да напусти своју војску због политичких интрига у Цариграду. Трупе остављаја и побијају их Арапи.
- Ал-Андалуз: Град Сарагоса устаје против Омејадског емирата Кордобе у данашњој Шпанији.
- У кинеској престоници Чангану, велики пожар је прогутао 4.000 кућа, складишта и других зграда на Источној пијаци, док је остатак града на безбедној удаљености од пожара који је углавном под карантином у источном централном Чангану, захваљујући великој ширини путева у Чангану који стварају противпожарне ограде.
- 11. март – Победа православља – Званични крај иконоборства: Царица Теодора II укида забрану и обнавља поштовање икона у православним црквама у Византијском царству.